# St. Dionysius (Havixbeck)

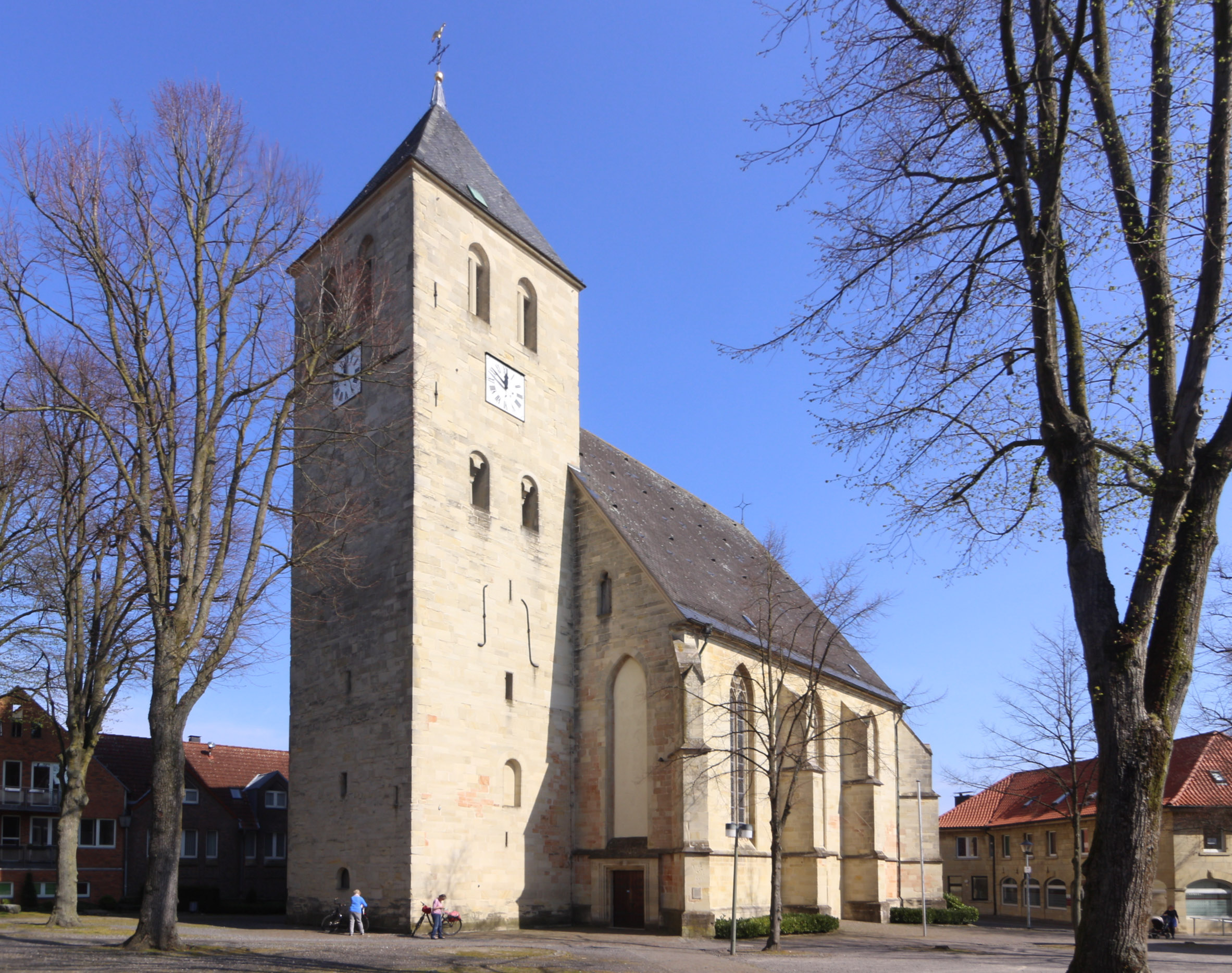
Pfarrkirche St. Dionysius

Die römisch-katholische Pfarrkirche Sankt Dionysius ist ein denkmalgeschütztes Kirchengebäude am Kirchplatz in Havixbeck im Kreis Coesfeld (Nordrhein-Westfalen). Zur Pfarrgemeinde Havixbeck gehört auch die Stiftskirche Hohenholte.

## Geschichte und Architektur

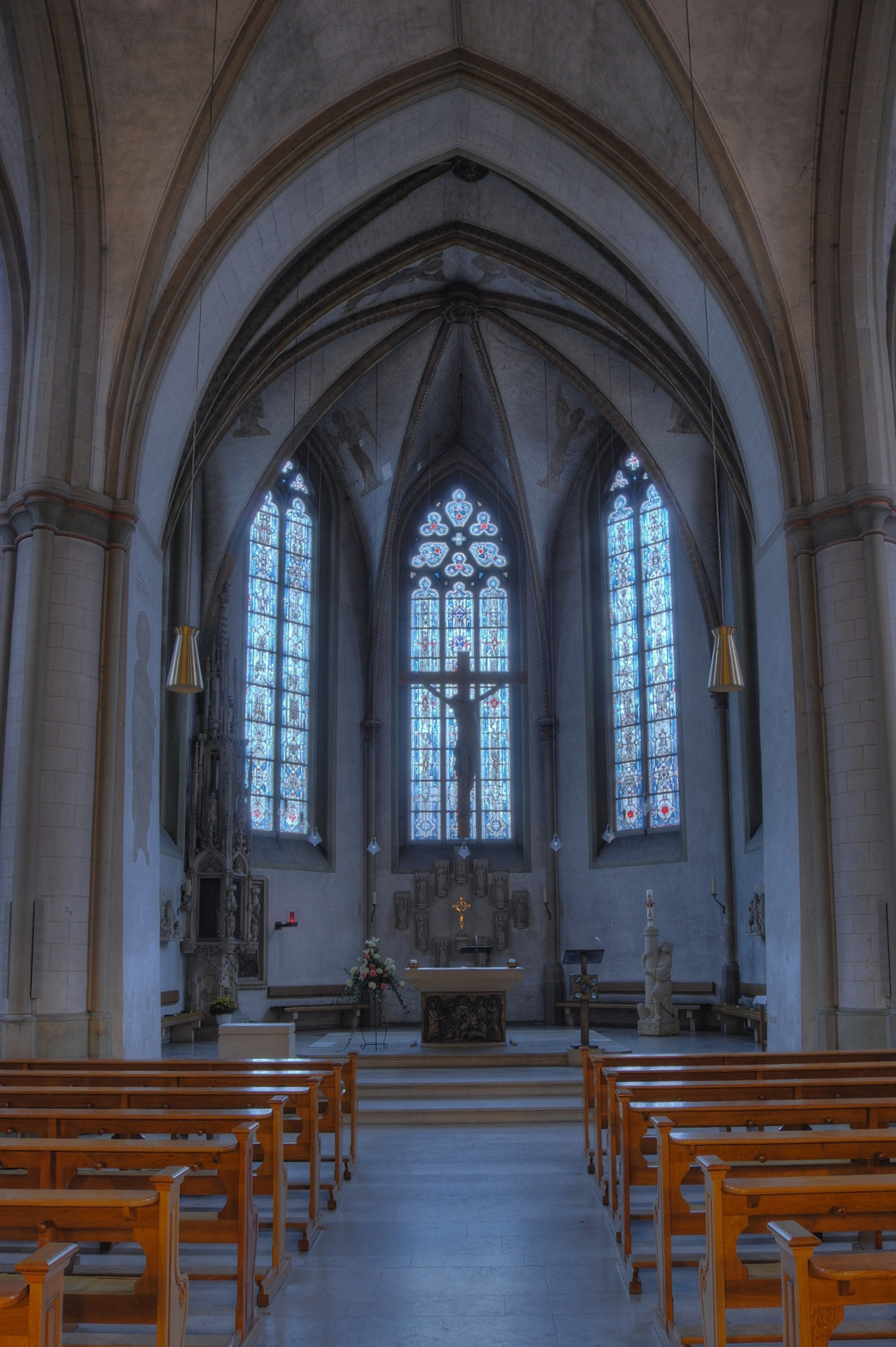
Blick auf den Chor

Die Kirche wurde vor 1040 als bischöfliche Eigenkirche gegründet, die Pfarre wurde erstmals 1137 urkundlich erwähnt.
Die hochgotische, dreijochige Hallenkirche mit einem Chor aus Vorjoch und 5/8-Schluss wurde aus Baumberger Kalksandstein errichtet. Die Sakristei vom Anfang des 15. Jahrhunderts befindet sich nördlich des Chores. Der Westturm des 12. Jahrhunderts aus Sandstein mit einem gotischen Abschlussgeschoss ist von einem Turmhelm von 1690 bekrönt. Das Langhaus wurde in der ersten Hälfte des 14. Jahrhunderts errichtet. Der Chor wurde wohl wenig später unter Verwendung älterer Wandstücke angefügt. Von 1968 bis 1971 wurde die Kirche grundlegend saniert.
Das Langhaus und der Chor sind durch Strebepfeiler und Maßwerkfenster gegliedert. Im ungegliederten Turm führt eine Mauertreppe nach oben, im Erd- und im Obergeschoss wurden Kreuzgratgewölbe eingezogen. Im Langhaus ruhen Kreuzrippengewölbe auf Rundpfeilern mit vier Diensten und glatten Kapitellen. Die prachtvollen Schlusssteine sind überwiegend noch original gefasst. Sie zeigen unter anderem die Marienkrönung, den hl. Dionysius, einen Bischof und das Lamm Gottes. Der Chor ist breiter als das Mittelschiff. Die Ausmalungen in den Gewölben sind stark beschädigt, sie wurden 1971 freigelegt. In der Sakristei befindet sich eine Gewölbemalerei aus Blumen und Ranken.

## Ausstattung

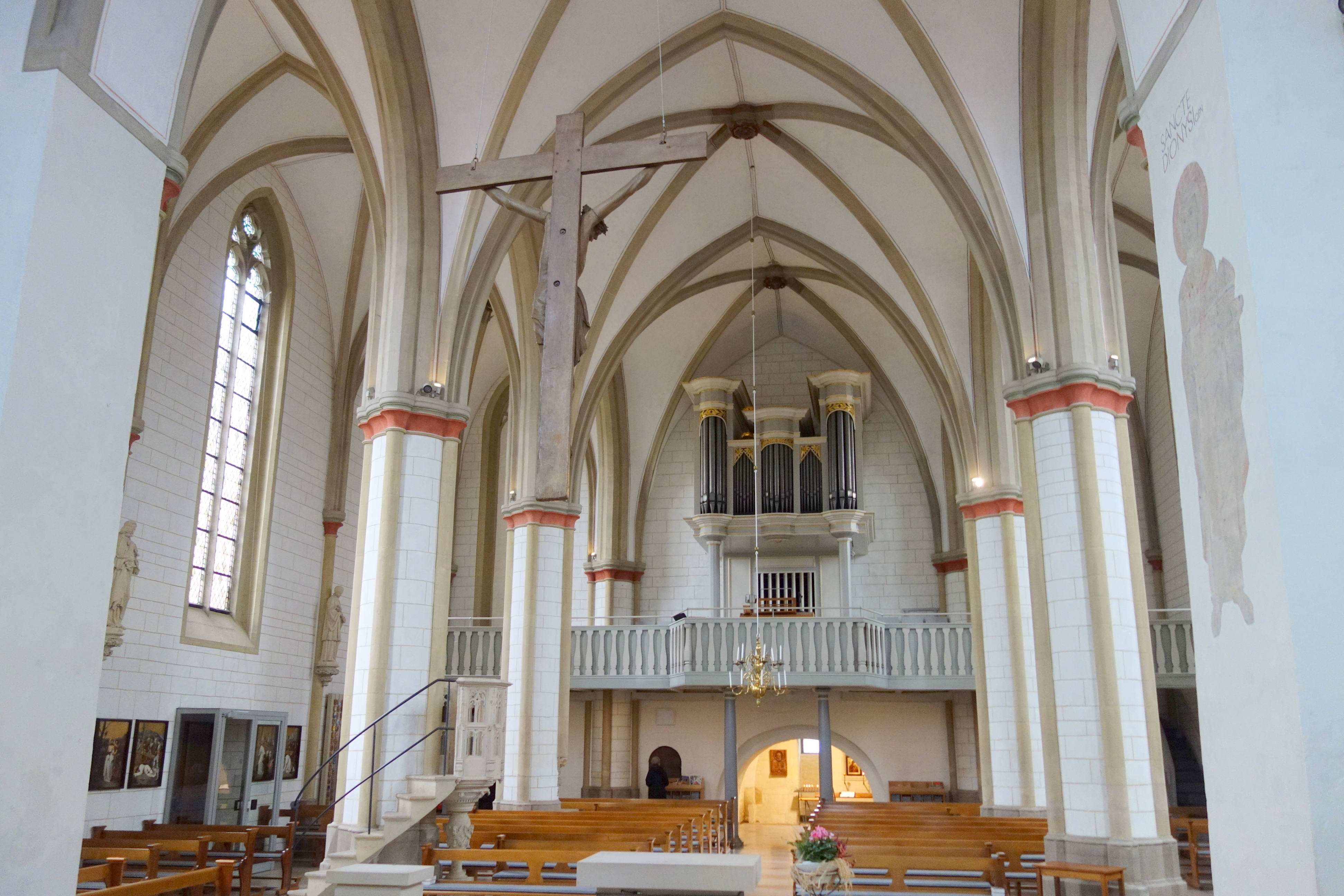
Blick auf die Orgelempore

- Das turmförmige Sakramentshäuschen stammt aus der Zeit um 1460; die Figuren sind dem Meister des Bentlager Sippenreliefs zugeschrieben. Es handelt sich zum Teil um Kopien, die Originale werden im Museum, im Haus Gennerich, gezeigt.
- Der achteckige gotische Taufstein ist einfach gehalten und wurde um 1450 gefertigt.
- Die spätgotische Steinkanzel, ebenfalls ca. 1450 entstanden, ist schlank gehalten. 1604 wurde sie höher gesetzt.
- Der steinerne Standleuchter mit der Figur des Samson ist mit 1528 bezeichnet und ist wohl eine Arbeit des Heinrich Brabender.
- Die Pietà aus Holz ist aus der Zeit um 1470.
- Das hölzerne Kruzifix von der zweiten Hälfte des 18. Jahrhunderts hängt seit 1968 in der Kirche.
- Das Sandsteinepitaph mit einer vielfigurigen Beweinung Christi ist mit 1522 bezeichnet und Evert van Roden zugeschrieben.
- In der Sakristei stehen mehrere Holzfiguren. Die Büste des hl. Dionysius aus der Zeit um 1460 wurde wohl in der Werkstatt des Meisters des Bentlager Sippenreliefs geschnitzt. Die Figuren der Heiligen Rochus und Antonius Abt aus der Zeit um 1510 sind wahrscheinlich Arbeiten aus der Werkstatt van Roden.
- Die Orgel wurde 1980 von Orgelbau Fleiter (Nienberge) erbaut. Wieder verwendet wurden Pfeifen aus der Vorgängerorgel. Das Instrument hat 26 Register, verteilt auf zwei Manualwerke und Pedal.[2]

## Glocken

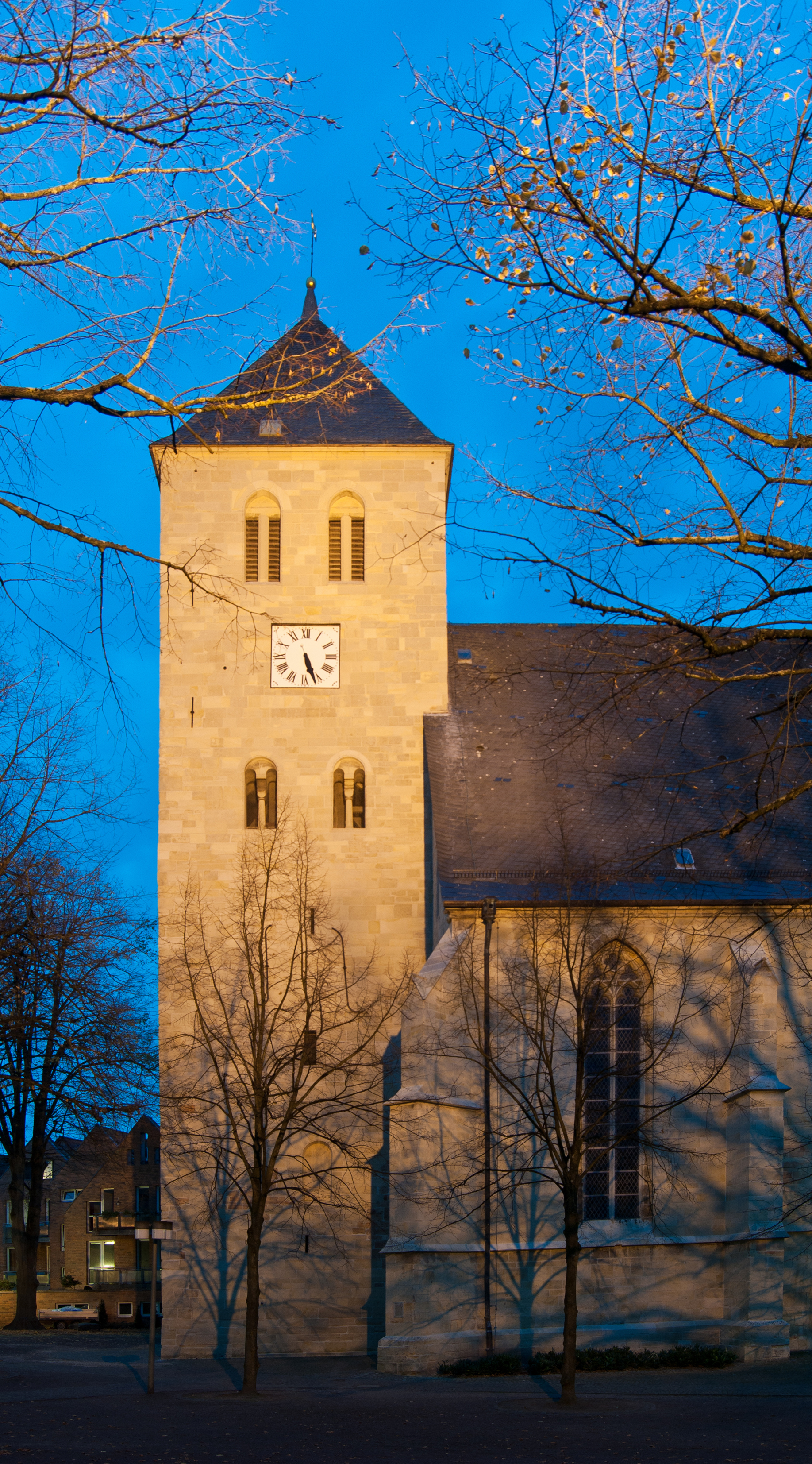
Turm von St. Dionysius in Havixbeck

Der Turm beherbergt insgesamt vier Glocken:
- I. Salvator Mundi, Ton cis', gegossen 1690 von Bernhard Wilhelm Stule und Gottfried Delapaix.
- II. Regina Pacis, Ton dis', gegossen 1690 von Bernhard Wilhelm Stule und Gottfried Delapaix.
- III. Dionysius, Ton e', gegossen 1950 von Petit & Edelbrock in Gescher.
- IV. Angelusglocke, Ton d", gegossen 1560.

Die Angelusglocke läutet nur solistisch zum Engel des Herrn. Das Hauptgeläut besteht aus den Glocken I bis III.